# OK-1.01
 (juin 2024).
Bourane
Cet article concerne l'orbiteur Bourane 1.01. Pour tout le programme, voir Bourane.
Bourane 1.01 (ou tout simplement Bourane) était la première des cinq navettes spatiales du projet Bourane. C’est  l’unique navette soviétique à avoir effectué un vol spatial, en 1988. En 2002, l’effondrement du toit du bâtiment qui l’abritait l’a détruite ainsi que la fusée Energuia sur laquelle elle était posée.

## Durant le programme Bourane
La construction de l’orbiteur, le premier des cinq prévus (dont deux seulement ont été terminés) débute en 1986, après les importants tests réalisés sur les 8 maquettes grandeur nature. 
Bourane 1.01 a été principalement construite à Moscou avant d’être transportée par avion M3 pour l’assemblage final au cosmodrome de Baïkonour. Elle fut préparée et assemblée sur Energuia. 
Le 15 novembre 1988, Bourane s’envole pour sa seule et unique mission, sans équipage, où elle effectuera 2 orbites autour de la Terre. Elle atterrira sans problème à Baïkonour.

## La fin du programme
Avec les problèmes financiers que rencontre déjà le programme spatial soviétique, Bourane est « mise au garage ».
Elle est sortie une année plus tard, pour être exposée au salon du Bourget à Paris en juin 1989, sur le dos du plus gros avion du monde, conçu pour elle, l’An-225. 
Bourane ainsi que sa sœur Ptichka sont aujourd’hui la propriété du Kazakhstan.
Jusqu'à l'année 2002, Bourane 1.01 était stockée à Baïkonour, sur une maquette de fusée Energuia dans le bâtiment d'assemblage d'Energia. Bourane était autrefois stocké dans le bâtiment d’assemblage Bourane (MIK) dans une atmosphère contrôlée. Mais ces installations ont été utilisées pour les Soyouz et les lanceurs Proton. 
Le 12 mai 2002, des vents très violents et un mauvais entretien des installations entraînent l’effondrement du toit du bâtiment abritant Bourane, tuant 7 ouvriers occupés à réparer le toit et détruisant Bourane et Energuia. Il ne reste désormais qu’une navette Bourane complète, Ptichka.